# Изригване на Пинатубо през 1991 г.
Изригването на Пинатубо от 1991 г. във Филипините е 2-рото по сила вулканично изригване през ХХ век след изригването на вулкана Новарупта през 1912 г.
Термалната енергия генерирана от вулкана достига 6 степен по Вулканичния експлозивен индекс, а обемът на изригналите материали е около 10 куб. км. За сравнение изригването на Сейнт Хелънс през 1980 г. е едва около 0,5 куб. км. Изригването избълвало огромен стълб пепел, който се извисил на около 35 километра височина. Енергията генерирана в огромната експлозия произвежда огромни високоскоростни пирокластични потоци и десетки на брой лахари достигнали на стотици километри от вулкана. Изригването понижава температурата на планетата с 0,5 градуса.

## Събития преди изригването
В началото на юни 1991 измервателни уреди дали информация, че вулканът се издува навън, което очевидно се дължало на надигаща се магма. В същото време други уреди измерили сеизмична активност на дълбочина от няколко километра и радиус до около 5 километра северозападно от кратера. Близките до върха земетресения били много по-плитки от по-отдалечените.
На 7 юни се случват първите изригвания, които водят до образуването на купол от лава. Той нараства значително в следващите 5 дни и достига височина от 40 метра. Поради сеизмичната активност вулканолозите, които изучавали сеизмичната активност посъветвали на хората в близките села да се евакуират спасявайки поне 5000 души. В следващите 2 дни имало слаби изригвания на пара и прах и куполът на върха на кратера се разраснал още повече. На следващия ден вулканът изхвърля облак от пепел на височина по-малка от 3 километра и поради това евакуационният радиус е разширен и още няколко хиляди души напускат домовете си. Пинатубо продължавал да изхвърля пара, газове и прах в дните до 12 юни. Те придали на Слънцето странен мъглив изглед, но все пак някои продължавали да считат вулкана за безопасен (особено в столицата на Филипините Манила).

## Протичане на изригването
Първият знак за предстоящото огромно изригване се появява в 3:41 часа на 12 юни, когато малка експлозия на върха на вулкана прави купола много нестабилен. Тази експлозия белязала началото на нова по-опасна фаза от активността. Няколко часа по-късно серия от големи експлозии, които продължавали около 30 минути генерирали ерупционна колона, която бързо достигнала височина от над 19 километра.
Това генерира пирокластични потоци, които достигали 4 километра от кратера. 14 часа по-късно следващата експлозия с трайност от 15 минути извисила ерупционната колона на 24 километра. В облака се получило статично електричество, което генерирало серия от мълнии. Третата голяма експлозия започва в 8:41 часа на 13 юни след интензивна серия от малки земетресения от последните два часа.
Тя продължила около 5 минути и извисила отново ерупционната колона на около 25 километра височина. След около 3 часа спокойствие започва нова серия от земетресения, които ставали все по-интензивни в следващите 24 часа, докато 3-минутна експлозия генерира колона от пепел на височина от 21 километра в 13:09 часа на 14 юни. Вследствие от тези 4 експлозии в районите на югозапад от вулкана паднали малко по обем пепел, тефра и лапили.
Два часа след последната от тези експлозии започва серия от силни изригвания, които продължили в следващите 24 часа. Те произвели много по-големи пирокластични потоци, които изминавали няколко километра преди да утихнат. Рано сутринта на 15 юни силно изригване запраща няколко куб. км. пепел и пулверизирана пемза на 35 километра височина.
Селищата на 80 километра от вулкана биват обсипани с пепел и прах, а евакуационният радиус е разширен и 80 000 души напускат домовете си. На зазоряване Супер масивни пирокластични потоци се стичат по склоновете на вулкана и учените предупреждават, че има опасност целият връх да колабира. След няколко часа върхът на планината се срива в себе си и отключва серия силни земетресения. Огромното количество валяща пепел превръща часовете преди обяд в радиус до 100 километра от вулкана в черна нощ.
На същия ден тайфун на име Йона, който е от 3-та категория, удря Лусон, минавайки на около 75 северно от изригващия вулкан. Пороините дъждове намалили още повече видимостта и направили видимостта на Пинатубо невъзможна, но уредите показват, че ерупционната колона достига 34 километра височина в най-силната фаза на изригването, която продължила около 3 часа. Супер масивните пирокластични потоци свличащи се по склоновете на вулкана достигат до цели 16 километра от кратера. В същото време дъждът от тайфуна се смесва с валящата пепел образувайки влажна смес. Къщите, които са с няколко сантиметра пепел на покривите сместа е унищожителна.
След няколко минути много от тези постройки рухнали. Постепенно пепелта и дъждът се смесват като мокър бетон и много от къщите се срутват. Облакът от пепел обгърнал в мрак площ от 125 000 кв. км. поради което 2/3 от Лусон били залети от смес от пепел, пемза, лапили и дъжд. Тефра също паднала и над Южнокитайско море, Виетнам, Камбоджа и Малайзия.
До края на 15 юни изригването е приключило, оставайки тъмни облаци и мъгла, които в следващите дни се стелели над околностите около Пинатубо.
Най-малко 16 самолета били повредени прелитайки близо до облака от пепел генериран при изригването от 15 юни. Някои от тях дори катастрофирали в близките райони. В седмиците и месеците след изригването облаците от пулверизирана пепел обикалят земята. В най-горната част на облака имало аерозоли и сярна киселина. В някои райони блокирали слънчевата светлина и повърхността на цялата планета изстива с 0,5 градуса.

## Последици

### Сила на изригването
Експлозивното изригване на Пинатубо от 15 юни достигнало степен 6 по Вулканичния експлозивен индекс и се класифицира като Колосално ултраплинийско изригване. Мнозина от хората, които живеели около планината преди изригването нямали представа, че е вулкан защото били изминали 500 години от последното известно изригване. Обемът на избълваните от Пинатубо материали е около 10 куб. км, което го прави 10 пъти по-масивно от това на Света Елена през 1980 г. Общият изхвърлен материал при огромната експлозия от 15 юни е около 4 куб. км. (почти половината) от общите изхвърлени материали от предишните локални експлозии. Върхът на Пинатубо е пометен с около 300 метра и това образува калдера, която е широка 2,5 км. Постепенно след последните изригвания огромният кратер се запълнил с вода и се образувало вулканично езеро.

### Брой на жертвите
По официални данни 847 души са загинали при изригването, повечето от които са били убити от срутилите се покриви. В дните и часовете преди първите изригвания се наблюдава сеизмична активност и властите евакуират над 80 000 души и по-малко от 20 % от посъветваните да напуснат района останали. Днес около 500 000 души продължават да живеят в районите близо до вулкана въпреки вторичните ефекти.

### В селското стопанство
При изригването много растения и култури били унищожени на площ от 150 кв. км. Нормалната дейност в земеделските райони на 800 кв. км. била нарушена и някои посеви загинали от отровните газове избълвани в атмосферата. Почти 800 000 опитомени животни загинали, повечето от които били убити от отровните газове във въздуха.

### Местни последици
Общо 364 общини и 2,1 милиона души за засегнати при изригването. Повечето къщи в близките около вулкана селища били или повредени или напълно унищожени. Повече от 8000 сгради били напълно сринати със земята а други 73 000 били сериозно повредени. В допълнение на това пътищата били погребани или разрушени от лахарите, валежите от пепел и пирокластичните потоци. Образованието на хиляди деца претърпяло промяна, защото десетки училища около вулкана били съборени от пепелта или повредени от падащите отломки. Изригването на Пинатубо значително възпрепятства икономическото развитие на околните райони. Брутният регионален вътрешен продукт пада с 10% из почти всички острови във Филипините. Щетите от изригването се оценяват на 374 милиона долара, а тези от лахарите-69 милиона.

### Лахари
Тъй като по време на изригването на Пинатубо връхлита тайфун, поройният дъжд се смесва с пепел и по коритата на реките около вулкана потичат унищожителни кални потоци, които се наричат лахари. Лахарите добавят още милиони долари икономически щети, тъй като се движат с десетки километри в час и помитат дори къщи. Огромните отломки повлечени от потоците сриват десетки структури и най-вече къщи. Големите реки Abacan, Tarlac, Pasig-Potrero, Sta. Лусия, Bucao, Санто Томас, Maloma, Tanguay, Ашли, и Kileng били сравнително плитки, но пирокластичните потоци издълбават огромни каньони и това улеснява течението на калните потоци. И днес няколко пъти годишно в районите около Пинатубо текат лахари. Повечето са слаби, но поне веднъж годишно има мощен лахар. Например през 2002 г. при връхлитане на нов мощен тайфун езерото в калдерата на Пинатубо прелива и причинява масивен кален поток. На 3 септември 1995 г. Супер Масивен Лахар погребва няколко селища под 12 метра кал.

### Глобални последици
Мощното изригване на вулкана изхвърля колона от пепел на 35 километра височина и облакът достига стратосферата. Постепенно по време на експлозиите и няколко дни след тях в стратосферата проникват аерозоли, сярна киселина и 20 милиона тона серен диоксид. За сравнение при изригването на Кракатау през 1883 г. в атмосферата проникват 17 милиона тона. В седмиците и месеците след изригването образувалият се облак обикаля Земята. Той причинява намаляване на нормалното количество слънчева светлина на земната повърхност с около 10 %. Това води до понижаване на температурите в северното полукълбо с 0,5 – 0,6 градуса и глобален спад с 0,4 градуса. В същото време температурата в стратосферата се повишава с няколко градуса над нормата. Това вероятно е довело до образуването на Бурята на века през 1993 г., която достига унищожителната най-горна граница на 5-а категория.